# Kominki w Panienkach Smytniańskich
Kominki w Panienkach Smytniańskich – jaskinia w Dolinie Kościeliskiej w Tatrach Zachodnich. Wejście do niej znajduje się w Dolinie Smytniej, u podnóża Smytniańskich Turni, na wysokości 1210 metrów n.p.m. Długość jaskini wynosi 4,5 metrów, a jej deniwelacja 1,5 metrów.

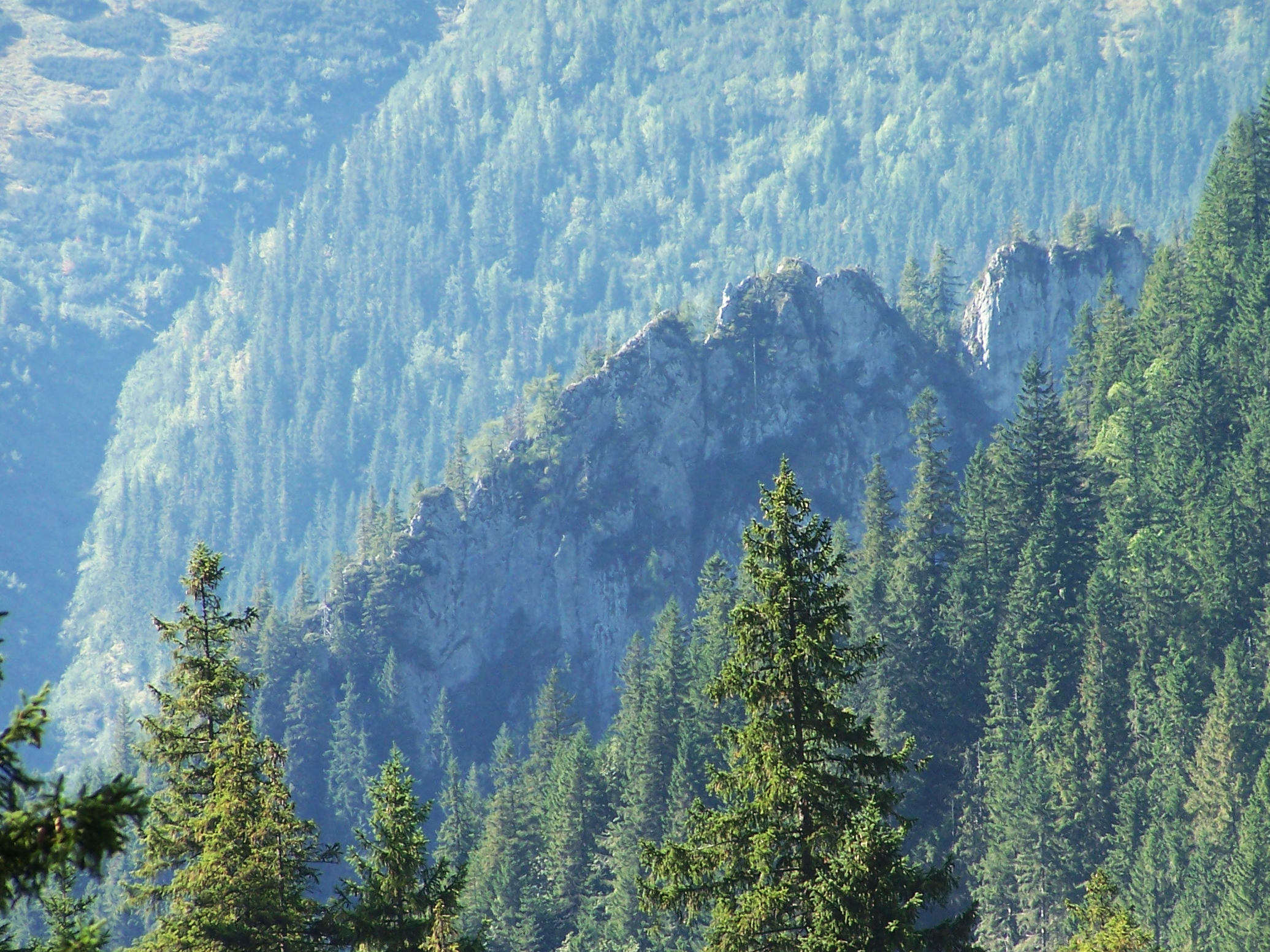
Smytniańskie Turnie

## Opis jaskini
Jaskinię stanowi płytka nyża, do której prowadzi prawie półkolisty otwór, a z której odchodzą dwa równoległe, szczelinowe korytarzyki z kominkami (zachodni 1,5 metrów wysokości, wschodni 1,3 metrów wysokości).

## Przyroda
W jaskini można spotkać nacieki grzybkowe. Ściany są zwietrzałe i spękane. Brak jest na nich roślinności. W otworze rosną rośliny kwiatowe, a także porosty i mchy. 

## Historia odkryć
Brak jest danych o odkrywcach jaskini. Smytniańskie Turnie nosiły kiedyś nazwę Panienki Smytniańskie. Stąd nazwa jaskini. Jej pierwszy plan i opis sporządziła I. Luty przy pomocy A. i T. Mardali w 2002 roku.